# 李愛利秀
李 愛利秀（イ・エリス、朝鮮語: 이애리수、1910年1月1日 - 2009年3月31日）は、日本統治時代の朝鮮の演劇俳優、歌手。
『愛利秀』は英・仏圏の女性名である『アリス』に因む。そのため、イ・アリスという表記も見られる。
本名は李 音全（イ・ウムジョン、이음전）。いっとき、李 普全（イ・ボジョン、이보전）だという間違った情報が知られた。

## 生涯
日本統治時代の朝鮮で京畿道の開城（現: 朝鮮民主主義人民共和国領）に生まれた。幼少期については資料が少ないが、9歳の頃には俳優として活動しており、その後叔父が演劇俳優であったため、巡回劇団に入団したとされる。その後、新劇座、民衆劇団、翠星座などで子役として活動し、朝鮮演劇史、演劇市場などの興行劇団で主演を務めた。幕間歌手としても活動し、 1931年にコロンビアレコードで歌った『メリーの歌』、『ライン川』、『復活』などの翻案曲が正式デビュー曲として存在する。1932年にビクターレコードに移った後、発表した全壽麟作曲の『荒城の跡』が人気を博した。故郷である開城の満月台を素材に国を失った悲しみを描いたこの歌は1920年代に作られ、演劇の公演中幕間に歌って大流行し、この時正式に発売されたものだった。 この歌は『皇城イェット（옛터）』にタイトルが変更され、長い間歌われている。その後結婚して子をもうけた後、芸能界から引退した。引退後はその消息が途絶えていたが2008年にイルサンの療養所にいることが確認された。2009年3月31日、老衰により99歳で死去した。